# Кмита, Пётр
Пётр Кмита из Виснича (пол. Piotr Kmita z Wiśnicza; 1348—1409) — польский магнат, государственный и военный деятель. Сторонник Анжуйской династии.

## Биография
Представитель польского дворянского рода Кмита герба «Шренява». Сын старосты русского, серадзского и краковского Яна (Ясько) Кмиты (ок. 1330—1376), погибшего во время стычки между придворными маршалками польской короны и венгерскими воинами под Вавельским замком . Мать — Катажина Кмита (умерла после 1376 года) . Дед — Ясек (Ясько) Кмита из Виснича и Дамьянице (умер после 1364 г.).
В 1384 году во время съезда в Радомско Пётр Кмита принадлежал к той группе шляхты, которая обязалась защищать границы Королевства до прибытия венгерской принцессы Ядвиги и заключила союз с князем Владиславом Опольским.
Спустя несколько лет после 5 марта 1397 года Пётр Кмита вступил в спор из-за села Сколе и окружающих богатых лесов с другим польским магнатом, краковским воеводой Яном из Тарнова (Тарновским), победителем из которого вышел последний из них.
Занимал должности каштеляна люблинского (с 1385 года), воеводы сандомирского (с 1401) и воеводы краковского (с 1406). Также ему принадлежали староства саноцкое, серадзское и ленчицкое (получил от королевы Эльжбеты).
В 1389 году Пётр Кмита получил от польского короля Владислава Ягелло Дубецко с близлежащими деревнями. Эти имения стали вскоре центром латифундии рода Кмита.
В 1401 году Пётр Кмита участвовал в подписании Виленско-Радомской унии между Польшей и ВКЛ.
Скончался в 1409 году.
Петр Кмита был владельцем Хыжне, в районе Дынува, после его смерти его унаследовал его сын Петр Лунак Кмита, который женился на Софье Жешовской (1430—1448), и в 1429 году издал в Дынуве документ о местонахождении деревня Конколювка.

## Семья
Был женат на Ганке (умерла после 1409 года), от брака с которой у него было двое детей:
- Петр Кмита «Люнак» из Собеня (? — 1430), подчаший сандомирский
- Николай Кмита из Виснича, Собеня, Дубецка, каштелян пшемысльский (1433—1447)[4].